# Lista de pinturas de Henrique Bernardelli
Esta é uma lista de pinturas de Henrique Bernardelli.
Henrique Bernardelli foi um pintor brasileiro, nascido em 1858 na comuna de Valparaíso, localizada no Chile e faleceu na cidade do Rio de Janeiro em 1936. O artista foi irmão do escultor Rodolfo Bernardelli (1852-1931) e do violonista e pintor Felix Bernadelli (1862-1905). Três anos após Henrique se estabelecer no Rio de Janeiro matricula-se na Academia Imperial de Belas Artes (AIBA), juntamente com o irmão Rodolfo.

## Lista de pinturas
| Imagem | Título                                                             | Data         | Material             | Coleção                                                                        | Versão audível |
| ------ | ------------------------------------------------------------------ | ------------ | -------------------- | ------------------------------------------------------------------------------ | -------------- |
|        | (Marechal Deodoro da Fonseca)                                      | 1890         |                      | Coleção Biblioteca Nacional Brasiliana Iconográfica                            |                |
|        | Brazil 50 R$ Correio                                               |              |                      | Coleção Cartões Postais Coleção Harold Alexandre Hummel Coleção Museu Paulista |                |
|        | Bandeirantes na selva                                              | 20th century | tinta a óleo tela    | Coleção Fundo Museu Paulista Coleção Museu Paulista                            |                |
|        | Últimos Momentos de um Bandeirante                                 | 1932         | tinta a óleo         | Coleção Fundo Museu Paulista Coleção Museu Paulista                            |                |
|        | Retirada do Cabo de São Roque                                      | 1927         | tinta a óleo tela    | Coleção Fundo Museu Paulista Coleção Museu Paulista                            |                |
|        | Instituto de Música (estudo para teto)                             | 19th century | tinta a óleo tela    | Coleção Museu Histórico Nacional                                               |                |
|        | Cabeça de cavalo                                                   | 1920s        | tinta a óleo tela    | Coleção Museu Histórico Nacional                                               |                |
|        | Marechal Deodoro da Fonseca (2)                                    | 1890s        | tinta a óleo tela    | Coleção Museu Histórico Nacional                                               |                |
|        | D. João VI ouvindo o padre José Maurício ao cravo (estudo)         | 19th century | madeira tinta a óleo | Coleção Museu Histórico Nacional                                               |                |
|        | Ciclo da caça ao índio                                             | 1922         | tinta a óleo tela    | Coleção Museu Paulista                                                         |                |
|        | Fragmento de retrato                                               |              | aquarela cartolina   | Coleção Museu Paulista Coleção Henrique Bernardelli                            |                |
|        | Diploma para a Associação Comercial do Rio de Janeiro              |              | papel guache         | Coleção Museu Paulista Coleção Henrique Bernardelli                            |                |
|        | Primeiro estudo para o Martinelli para a sala de jantar (Alegoria) |              | aquarela             | Coleção Museu Paulista Coleção Henrique Bernardelli                            |                |
|        | Retrato (Figura humana 1)                                          |              | aquarela cartolina   | Coleção Museu Paulista Coleção Henrique Bernardelli                            |                |
|        | Natureza morta, 1935                                               |              | aquarela             | Coleção Museu Paulista Coleção Henrique Bernardelli                            |                |
|        | Missionários ensinando os índios                                   | 20th century | tinta a óleo         | Coleção Museu Paulista Coleção Henrique Bernardelli                            |                |
|        | Retrato de Senhora                                                 | 1895         | tinta a óleo tela    | Coleção da Pinacoteca do Estado de São Paulo                                   |                |
|        | Cabeça de Índio                                                    | 1925         | pastel madeira       | Coleção da Pinacoteca do Estado de São Paulo                                   |                |
|        | Cabeça de Moça                                                     | 1926-07-01   | tela têxtil aquarela | Museu Antônio Parreiras                                                        |                |
|        | Retrato do pianista Artur Napoleão                                 | 1904         | tinta a óleo         | Museu Nacional de Belas Artes                                                  |                |
|        | Retrato de Joachim Lebreton                                        | 1909         | tinta a óleo         | Museu Nacional de Belas Artes                                                  |                |
|        | Retrato do Arquiteto Grandjean de Montigny                         | 1909         | tinta a óleo         | Museu Nacional de Belas Artes                                                  |                |
|        | Maternidade                                                        | 1885         | tinta a óleo         | Museu Nacional de Belas Artes                                                  |                |
|        | Modelo em repouso                                                  | 1890         | tinta a óleo         | Museu Nacional de Belas Artes                                                  |                |
|        | Messalina                                                          | 1880         | tinta a óleo         | Museu Nacional de Belas Artes                                                  |                |
|        | Os Bandeirantes                                                    | 1889         | tinta a óleo         | Museu Nacional de Belas Artes                                                  |                |
|        | Retrato do pintor Pedro Weingärtner                                |              | tinta a óleo         | Museu Nacional de Belas Artes                                                  |                |
|        | A Tarantela                                                        | 1886         | tinta a óleo         | Museu Nacional de Belas Artes                                                  |                |
|        | Vista de Roma                                                      | 1884         | tinta a óleo         | Museu Nacional de Belas Artes                                                  |                |
|        | Interior com menina que lê                                         | 19th century | tinta a óleo tela    | Museu de Arte de São Paulo                                                     |                |
|        | Paisagem de Ouro Preto                                             | 19th century | tinta a óleo painel  | Museu de Arte de São Paulo                                                     |                |
|        | Perfil                                                             | 1913         | tinta a óleo tela    | Museu de Arte do Rio Grande do Sul Ado Malagoli                                |                |
|        | Ciociara (mulher com mão na cintura)                               | 1936         | caneta tinta papel   | Pinacoteca de São Paulo                                                        |                |